# Allamanda calcicola
Allamanda calcicola là một loài thực vật có hoa trong họ La bố ma. Loài này được Souza-Silva & Rapini mô tả khoa học đầu tiên năm 2009.